# アルビアン
| 累代        | 代     | 紀       | 世           | 期                     | 基底年代 Mya |
| ----------- | ------ | -------- | ------------ | ---------------------- | ------------ |
| 顕生代      | 新生代 | 新生代   | 新生代       |                        | 66           |
| 顕生代      | 中生代 | 白亜紀   | 後期白亜紀   | マーストリヒチアン     | 72.1         |
| 顕生代      | 中生代 | 白亜紀   | 後期白亜紀   | カンパニアン           | 83.6         |
| 顕生代      | 中生代 | 白亜紀   | 後期白亜紀   | サントニアン           | 86.3         |
| 顕生代      | 中生代 | 白亜紀   | 後期白亜紀   | コニアシアン           | 89.8         |
| 顕生代      | 中生代 | 白亜紀   | 後期白亜紀   | チューロニアン         | 93.9         |
| 顕生代      | 中生代 | 白亜紀   | 後期白亜紀   | セノマニアン           | 100.5        |
| 顕生代      | 中生代 | 白亜紀   | 前期白亜紀   | アルビアン             | 113          |
| 顕生代      | 中生代 | 白亜紀   | 前期白亜紀   | アプチアン             | 125          |
| 顕生代      | 中生代 | 白亜紀   | 前期白亜紀   | バレミアン             | 129.4        |
| 顕生代      | 中生代 | 白亜紀   | 前期白亜紀   | オーテリビアン         | 132.9        |
| 顕生代      | 中生代 | 白亜紀   | 前期白亜紀   | バランギニアン         | 139.8        |
| 顕生代      | 中生代 | 白亜紀   | 前期白亜紀   | ベリアシアン           | 145          |
| 顕生代      | 中生代 | ジュラ紀 | 後期ジュラ紀 | チトニアン             | 152.1        |
| 顕生代      | 中生代 | ジュラ紀 | 後期ジュラ紀 | キンメリッジアン       | 157.3        |
| 顕生代      | 中生代 | ジュラ紀 | 後期ジュラ紀 | オックスフォーディアン | 163.5        |
| 顕生代      | 中生代 | ジュラ紀 | 中期ジュラ紀 | カロビアン             | 166.1        |
| 顕生代      | 中生代 | ジュラ紀 | 中期ジュラ紀 | バトニアン             | 168.3        |
| 顕生代      | 中生代 | ジュラ紀 | 中期ジュラ紀 | バッジョシアン         | 170.3        |
| 顕生代      | 中生代 | ジュラ紀 | 中期ジュラ紀 | アーレニアン           | 174.1        |
| 顕生代      | 中生代 | ジュラ紀 | 前期ジュラ紀 | トアルシアン           | 182.7        |
| 顕生代      | 中生代 | ジュラ紀 | 前期ジュラ紀 | プリンスバッキアン     | 190.8        |
| 顕生代      | 中生代 | ジュラ紀 | 前期ジュラ紀 | シネムーリアン         | 199.3        |
| 顕生代      | 中生代 | ジュラ紀 | 前期ジュラ紀 | ヘッタンギアン         | 201.3        |
| 顕生代      | 中生代 | 三畳紀   | 後期三畳紀   | レーティアン           | 208.5        |
| 顕生代      | 中生代 | 三畳紀   | 後期三畳紀   | ノーリアン             | 227          |
| 顕生代      | 中生代 | 三畳紀   | 後期三畳紀   | カーニアン             | 237          |
| 顕生代      | 中生代 | 三畳紀   | 中期三畳紀   | ラディニアン           | 242          |
| 顕生代      | 中生代 | 三畳紀   | 中期三畳紀   | アニシアン             | 247.2        |
| 顕生代      | 中生代 | 三畳紀   | 前期三畳紀   | オレネキアン           | 251.2        |
| 顕生代      | 中生代 | 三畳紀   | 前期三畳紀   | インドゥアン           | 251.902      |
| 顕生代      | 古生代 | 古生代   | 古生代       |                        | 541          |
| 原生代      | 原生代 | 原生代   | 原生代       |                        | 2500         |
| 太古代      | 太古代 | 太古代   | 太古代       |                        | 4000         |
| 冥王代      | 冥王代 | 冥王代   | 冥王代       |                        | 4600         |
| 1. 2. 3. 4. |        |          |              |                        |              |

アルビアン（英語: Albian）は、1億1300万年前から1億50万年前にあたる前期白亜紀の地質時代名の一つ。
なお、「アルブ階」「アルビアン階」という名称があるが、これらは時代を示すものではない。「階」は地層に対して当てられる単位（層序名）であり、層序名「アルブ階」「アルビアン階」と時代名「アルブ期」「アルビアン期」は対を成す関係である。詳しくは「累代」を参照のこと。

## 層序学的定義
2015年8月に白亜系小委員会で承認され、2016年3月に国際地質科学連合が批准した国際標準模式層断面及び地点では、アルビアンの基底はフランスのドローム県 Arnayon の Col de Pré-Guittard セクションにあるキリアン層準がアルビアンの基底を定義し、浮遊性有孔虫 Microhedbergella renilaevis が主指標とされる。副指標にはアンモナイト、イノセラムス類、ナノプランクトン、炭素同位体比変動、岩相変化など28の指標が挙げられている。同一セクションのパキール層準基底の Leymeriella tardefurcata もアルビアンの基底として提案されたが、提案された境界直下に不連続があること、主指標となるアンモナイトの広域性に難点があること、微化石やバイオマーカーなど副指標が限られていることから白亜系小委員会で却下された。ただしキリアン層準の浮遊性有孔虫による定義も完全無欠ではなく、有孔虫は形態の似た種が多いため種同定が保存状態に大きく左右されるという欠点がある。
前期白亜紀/後期白亜紀境界すなわちアルビアン/セノマニアン境界は、長らくフランス北部が重要視されていた。しかし両階の地層の間に時間的間隙があること、逆に異なる層準の化石が1層位に凝縮された状態で産出することがあることから、境界を規定する新たな地層として3つの候補が挙げられた。現在ではフランスのアルプス山脈のロザン村の近くに位置する、Mont Risou の西の露頭（オート＝アルプ県、北緯44度23分33秒、東経5度30分43秒）が公式なセノマニアンの基底を定義する国際標準模式層断面及び地点に指定されており、層序記録に有孔虫 Rotalipora globotruncanoides が出現する地点で基底が定義される。この境界は Marnes Bleues 累層の最上部の36メートル下に位置する。

## 生物
中華人民共和国甘粛省で産出した基盤的なハドロサウルス上科の恐竜の歯列から、イネ科草本の微細な表皮とプラント・オパールが2017年に報告された。それまでイネ科草本の出現時期の推定は1億2900万年前（前期白亜紀バレミアン）から5900万年前（古第三紀暁新世サネティアン）までとかなり幅広かったが、この発見により、少なくともアルビアン期にはイネ科草本が出現していたことが判明した。

## 海洋無酸素事変
アプチアンからアルビアンにかけて、OAE1bと呼ばれる海洋無酸素事変が発生していたと考えられている。メキシコなど当時のテチス海にあたる各地で不連続な黒色頁岩が産出しており、これは海洋中の酸素が少なかったために堆積した有機物が十分分解されなかった根拠となる。黒色頁岩の堆積期間は北大西洋では約22万年ないし約60万年、テチス海では約21万年と見積られている。放散虫は種レベルで42%絶滅し、日本近海のアンモナイトは種レベルで70%絶滅した。原因は生物の一次生産の増大のほか、海中の熱塩成層の強化（海洋循環の停滞）や河川水・降水量の増加が指摘されている。黒色頁岩の堆積は古い順にジャコブイベント、パキエイベント、ルオンアールイベントと呼ばれ、ルオンアールイベントは前者が原因とみられる。パキエイベントは前者と後者の両方の学説が存在しており、前者の根拠は海成ケロジェン、後者の根拠はδ18O値勾配の急激な増加である。
後期アルビアンにはOAE1cと呼ばれる海洋無酸素事変が生じ、放散虫への影響は小さかったものの、日本近海ではアンモナイトの90%が絶滅するという被害をもたらした。西部内陸海路・テチス海西部・南極海で黒色頁岩の堆積が見られ、イタリア中央部やオーストラリアなどから陸現生のケロジェンが確認されている。このことから、大量の淡水が大陸から供給されたために海水の垂直循環が停止し、海底の有機物が保存されたと推測されている。また、この堆積物は歳差運動による気候の周期的な変化も反映している。
最後期アルビアンにはOAE1dと呼ばれる海洋無酸素事変が生じ、当時の放散虫は種レベルで約28%が絶滅した。黒色頁岩はテチス海域の広範囲と太平洋熱帯域に分布し、頁岩に含まれるケロジェンが海生プランクトンに起因するものであることから、海水の垂直混合の強化と温暖化による生物生産の向上が原因と考えられている。
また、アルビアンの間にはインド洋南部ケルグエレン海台の火山活動が二度発生していた。

## 日本において
日本においてアプチアン/アルビアン境界は北海道の蝦夷層群にあるとされる。主指標種 M. renilaevis やその他副指標種を鑑定することは困難であると考えられているが、炭素同位体比変動が指標として重要である可能性が浮上している。大夕張地域では層準が失われている可能性があるが、その他の地域では現存する見込みがある。大規模な土石流堆積と火山活動のを代表する珪長質凝灰岩を持つ中部蝦夷亜層群の基底は、後期アルビアンの中頃とされている。北海道シューパロ地域でのアルビアン/セノマニアン境界は中部蝦夷亜層群IIb/IIc境界であるとされる。
熊本県に分布する御所浦層群烏帽子層もアルビアン階とされる。この層からはカメの甲羅やワニの歯、獣脚類やイグアノドン類の歯が産出している。1999年4月の調査では長さ42センチメートル、幅18センチメートル、厚さ9センチメートルにおよぶ植物食恐竜の骨の断片が発見された。この化石は当初鳥脚類の上腕骨と考えられていたが、2020年2月には長さ1.4メートルに及ぶ竜脚類の右肋骨と発表された。全長15メートルと推定され、日本では最大級の恐竜であり、アルビアンの九州地方に多様な恐竜が生息していたことが示唆されている。